# Маний Аквилий Красс
Ма́ний Акви́лий Красс (лат. Manius Aquilius Crassus; погиб, по одной из версий, в конце 43 года до н. э.) — римский военачальник и политический деятель из плебейского рода Аквилиев, претор 43 года до н. э. Участвовал в гражданской войне 44—42 годов до н. э. на стороне сената, предположительно стал одной из жертв проскрипционных убийств.

## Биография
По одной из версий, отцом Мания Аквилия был монетарий Маний Аквилий, сын Мания, внук Мания, монеты которого датируют 71 либо 54 годом до н. э. Братом Мания-младшего мог быть Луций Аквилий Флор, квестор в Азии. 
Известно, что Маний принадлежал к Помптинской трибе. Все упоминания о нём в сохранившихся источниках относятся к 43 году до н. э.: тогда он занимал должность претора. Когда Октавиан с армией угрожал Риму, сенат направил Красса в Пицен набирать войска, но тот попал в плен к цезарианцам. Октавиан приговорил его к смерти, а позже помиловал. Французский исследователь Франсуа Инар, а следом за ним и В. Рязанов полагают, что Красс погиб в конце того же года: его имя могло фигурировать в первом проскрипционном списке.